# Niedersächsisches Klosterbuch
Das Niedersächsische Klosterbuch ist ein Nachschlagewerk über alle bekannten historischen Konvente in den heutigen Bundesländern Niedersachsen und Bremen. Es erschien unter der Leitung von Josef Dolle 2012 in vier Bänden.

## Inhalt
Das Niedersächsische Klosterbuch enthält Artikel über 362 Klöster, Stifte, Konvente und Kommenden, die bis 1810 entstanden waren. Diese wurden nach einem einheitlichen Übersichtsschema erstellt.
138 Autorinnen und Autoren verfassten innerhalb von vier Jahren die Texte, die unter der Leitung des Regionalhistorikers Dr. Josef Dolle vom Institut für historische Landesforschung der Universität Göttingen herausgegeben wurden.
Das Niedersächsische Klosterbuch bietet die bisher ausführlichste Darstellung der Klöster und weiterer Konvente in diesem Gebiet auf dem aktuellen wissenschaftlichen Kenntnisstand. Es ist ein wichtiges Nachschlagewerk für die Landes- und Kirchengeschichtsschreibung in Niedersachsen und Bremen.

## Ausgabe
- Josef Dolle unter Mitarbeit von Dennis Knochenhauer (Hrsg.): Niedersächsisches Klosterbuch. Verzeichnis der Klöster, Stifte, Kommenden und Beginenhäuser in Niedersachsen und Bremen von den Anfängen bis 1810. 4 Bände. Bielefeld 2012, ISBN 3-89534-957-7